# Heinrich Sterr
Heinrich Sterr (24 de Setembro de 1919 - 26 de Novembro de 1944) foi um piloto alemão da Luftwaffe durante a Segunda Guerra Mundial. Abateu 130 aeronaves inimigas, o que fez dele um ás da aviação.